# Ryall
Ryall är en by i Worcestershire i England. Byn är belägen 14 km 
från Worcester. Orten har 823 invånare (2016).